# Dominique Taboga
Dominique Taboga (* 6. November 1982 in Wien) ist ein ehemaliger österreichischer Fußballspieler auf der Position eines Abwehrspielers.

## Karriere

### Jugend
Taboga begann seine aktive Karriere als Fußballspieler im Jahre 1987 in den Jugendmannschaften des ASV Ofenbinder Spratzern. Nach vier Jahren wurde er zum SKN St. Pölten (damals VSE St. Pölten) verliehen. Von Jänner bis Juni 1997 war er Jugendspieler des Vfb Admira Wacker Mödling, ehe er im Juli desselben Jahres zum SK Rapid Wien wechselte. Bei Rapid trainierte er gemeinsam mit Andreas Ivanschitz, schaffte den Sprung in die Kampfmannschaft jedoch nicht. Nach drei Jahren bei Rapid kehrte er im Jahr 2000 wieder zu SKN St. Pölten zurück. 2001 wechselte er schließlich zum Kremser SC, von dessen Herrenteam aus er 2002 in die Steiermark zu seiner ersten Profistation dem DSV Leoben in die Montanstadt Leoben wechselte.

### Erste Stationen als Profi
Sein Profidebüt beim DSV Leoben in der zweitklassigen österreichischen Ersten Liga gab er am 25. Juli 2003 beim 1:0-Auswärtssieg über den SC Untersiebenbrunn, als er die gesamte Spieldauer auf dem Platz stand. Zum ersten Tor als Profifußballspieler kam er bei seinem dritten Einsatz am 13. September 2003, als er den 1:0-Führungstreffer beim 4:0-Heimsieg über den FC Wacker Innsbruck erzielte.

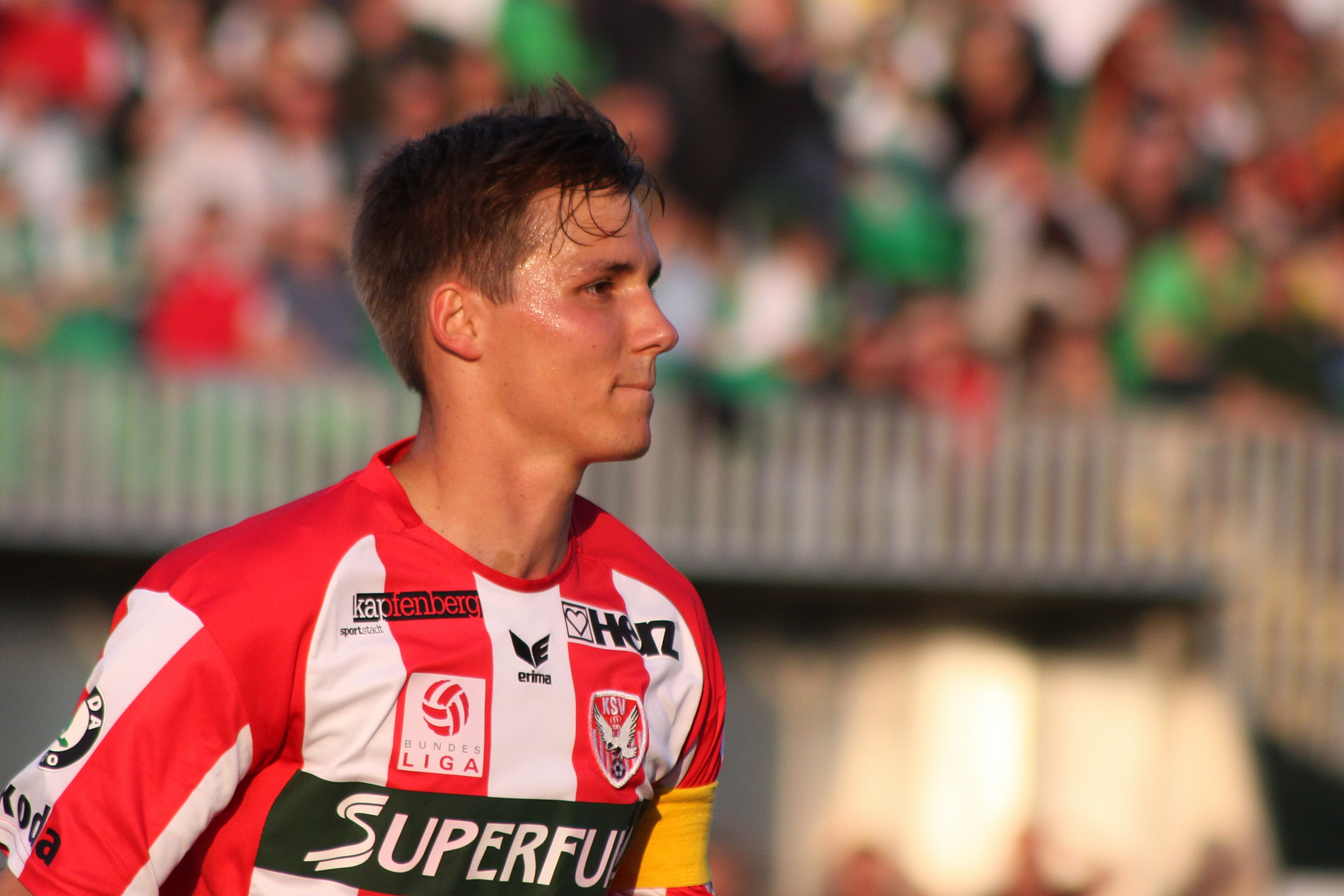
Dominique Taboga im Trikot der Kapfenberger SV

Nach über vier Jahren bei den Donawitzern und einer Bilanz von 61 Ligaeinsätzen und vier Toren wechselte er während der Saison 2006/07 innerhalb der Steiermark zum Kapfenberger SV, bei der er nur zwei Tage nach seiner Vertragsunterzeichnung sein Vereinsdebüt absolvierte. Ab diesem Spiel war er Stammspieler in der Kapfenberger Abwehrreihe und wurde später Kapitän seiner Mannschaft. Eine Besonderheit an Tabogas Spielweise sind seine überaus weiten Einwürfe, die, wenn sie in den gegnerischen Strafraum gehen, öfters als Torvorlage gelten. Allein durch Tabogas Distanzeinwürfe konnten seine Mannschaftskollegen mehrere Ligatore erzielen.
Am Ende der Saison 2007/08 stieg Taboga mit der Mannschaft in die höchste Spielklasse im österreichischen Fußball auf. Sein Debüt in der österreichischen Bundesliga gab er am 9. Juli 2008 bei der 0:1-Heimniederlage gegen den LASK Linz. In der Saison 2008/09 erzielte Taboga vier Tore, davon drei Kopfballtreffer.

### Tromsø IL
Nach der Saison bekam Taboga ein Angebot des norwegischen Tippeligaen-Vereins Tromsø IL, woraufhin er zusammen mit seiner Frau Nicole für fünf Tage zum Probetraining nach Tromsø flog. Nach seiner Rückkehr war er sehr optimistisch einen Vertrag beim Tromsø Idrettslag zu bekommen, wobei der Verein selbst noch keine Entscheidung abgab, da man noch einen Verteidiger aus der eigenen Mannschaft verkaufen wollte, bevor man Taboga zusagte. Also setzte Taboga dem norwegischen Klub eine Frist, die aber am 19. Juni 2009 ergebnislos ablief.

„Aus, Schluss, ich bleibe in Kapfenberg. Es wäre zwar eine Super-Chance gewesen, aber ich lasse mich doch nicht an der Nase herumführen.“

In Interviews erklärte er, dass er weiterhin der Kapfenberger SV die Treue halten würde und dass voraussichtlich doch kein Wechsel geplant sei. Nachdem er bereits ein Spiel in der Saison 2009/10 absolviert hatte, wechselte Taboga am 25. Juli 2009, auf den Tag genau sechs Jahre nach seinem Profidebüt, doch zum Tromsø IL nach Norwegen. Über die Ablösesumme wurde Stillschweigen vereinbart, sollte Taboga aber weitertransferiert werden, würde die Kapfenberger SV ein weiteres Mal kassieren. Tabogas Vertrag beim Tromsø IL lief bis zum 31. Dezember 2012.
Sein Mannschaftsdebüt gab er am 27. August 2009 in der vierten und letzten Europa-League-Qualifikationsrunde im Spiel gegen Athletic Bilbao, das in einem 1:1-Unentschieden endete. Im Spiel wurde Taboga in der 90. Spielminute für Hans Åge Yndestad eingewechselt. Zu seinem Debüt in der Tippeligaen kam er am 13. September 2009 in der 0:2-Auswärtsniederlage gegen Sandefjord Fotball, bei der er die gesamte Spieldauer auf dem Platz stand.

### Leihweiser Wechsel zurück nach Kapfenberg
In der Sommerpause vor der Spielzeit 2010/11 wechselte der Innenverteidiger für ein Jahr auf Leihbasis zurück zur Kapfenberger SV. Der ehemalige Kapitän der Obersteirer hatte zeitgleich auch zwei oder drei Angebote von anderen Klubs aufliegen, entschied sich aber für Kapfenberg, da er von diesen das erste Angebot bekam. Nach einer weiteren Saison und dem Abstieg aus der Bundesliga wechselte er zum neuen Ligakonkurrenten des KSV, dem SV Grödig.
Aufgrund einer Betrugsaffäre (siehe unten) sprach die österreichische Bundesliga Ende Februar 2014 eine lebenslange Sperre in allen Funktionen gegen Taboga aus.

### Hobbymäßige Rückkehr in den Amateurfußball nach sieben Jahren Pause
Im Herbst 2020 gab Taboga seine Rückkehr in den Amateurbereich bekannt, als er vom SK Strobl mit Spielbetrieb in der fünftklassigen 1. Landesliga unter Vertrag genommen wurde. Zum Zeitpunkt des Wechsels nach Strobl waren mit Thomas Stadler und Thomas Laimer erst zwei andere ehemalige Profis zum Verein gestoßen. Aufgrund der COVID-19-Pandemie kam Taboga in seiner ersten Spielzeit jedoch nur zu Einsätzen in Freundschaftsspielen und gab erst in der darauffolgenden Saison 2021/22 sein Pflichtspieldebüt. Dabei kam er auf Einsätze in 24 von 28 möglich gewesenen Ligapartien, erzielte dabei vier Tore und wurde mit dem Team Siebenter im Endklassement. In der nachfolgenden Spielzeit 2022/23 nahmen seine Einsatzzahlen wieder deutlich ab, sodass er es auf lediglich drei Meisterschaftsspiele im Frühjahr 2023 brachte. Danach fand er keine Berücksichtigung mehr.

## Erfolge
- 1× Österreichischer Zweitligameister: 2007/08 (Erste Liga) (Aufstieg in die Bundesliga)

## Betrugsaffäre
Am 27. November 2013 wurde Taboga wegen Wettbetrugs festgenommen. Er wurde des Betruges in Zusammenhang mit Spielmanipulationen verdächtigt, des Weiteren wurde gegen ihn auch wegen Veruntreuung ermittelt. Am 19. Februar 2014 wurde er deswegen lebenslang in der Bundesliga gesperrt. Dominique Taboga wurde in einem Strafprozess zu drei Jahren teilbedingter Haft verurteilt. Neben Sanel Kuljić und Taboga wurden sechs weitere Angeklagte zu Strafen in der Höhe von einem Jahr bedingt bis zu vier Jahren unbedingt verurteilt.
Im November 2016 veröffentlichte Taboga seine Autobiographie Schweres Foul – im Labyrinth des schönsten Spiels der Welt (ISBN 978-3-902480-40-8), in der er die Vergangenheit aufarbeitete und sich als „jung, naiv und dumm“ bezeichnete.

## Privates
Mit seiner Lebensgefährtin Andrea, mit der er zwei gemeinsame Kinder hat, betreibt er die Jausenstation Bergheimat am Fuße der Postalm in Strobl am Wolfgangsee. Die Jausenstation, die sieben Jahre lang leer stand, war zuvor von den Großeltern und der Mutter seiner Lebensgefährtin, die er im Jahr 2016 kennengelernt hatte, betrieben worden.